# Amara (Amara)

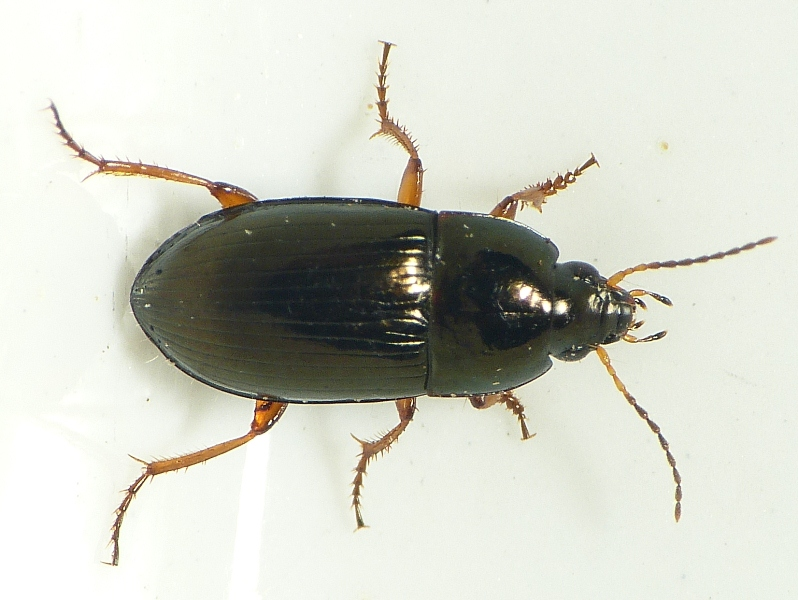
Amara familiaris

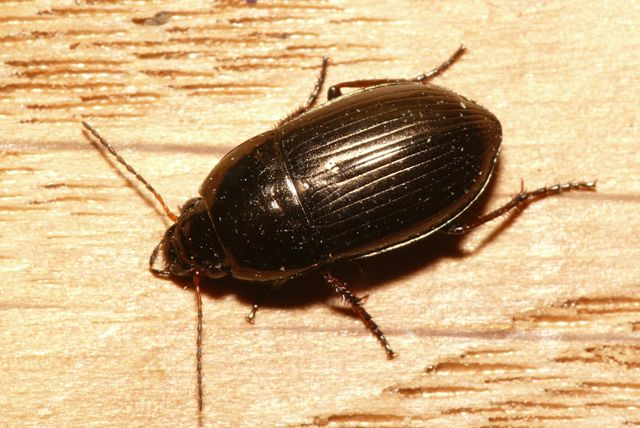
Amara communis

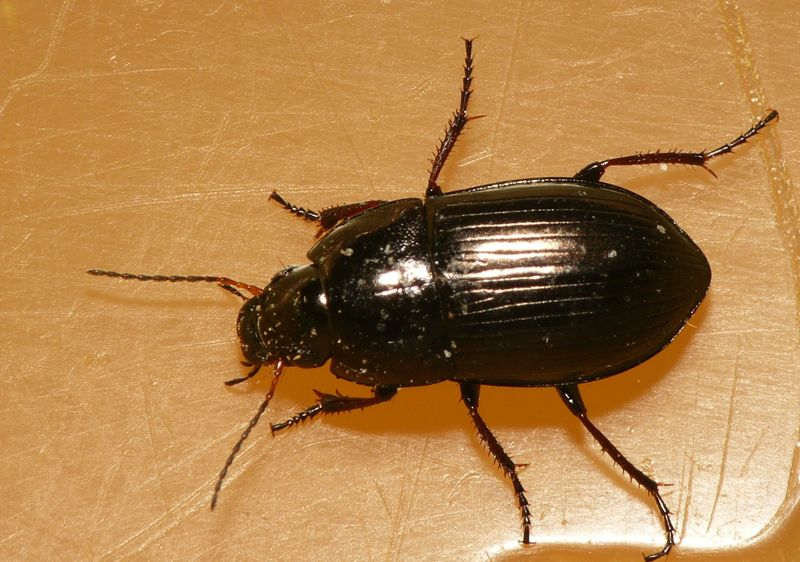
Amara similata

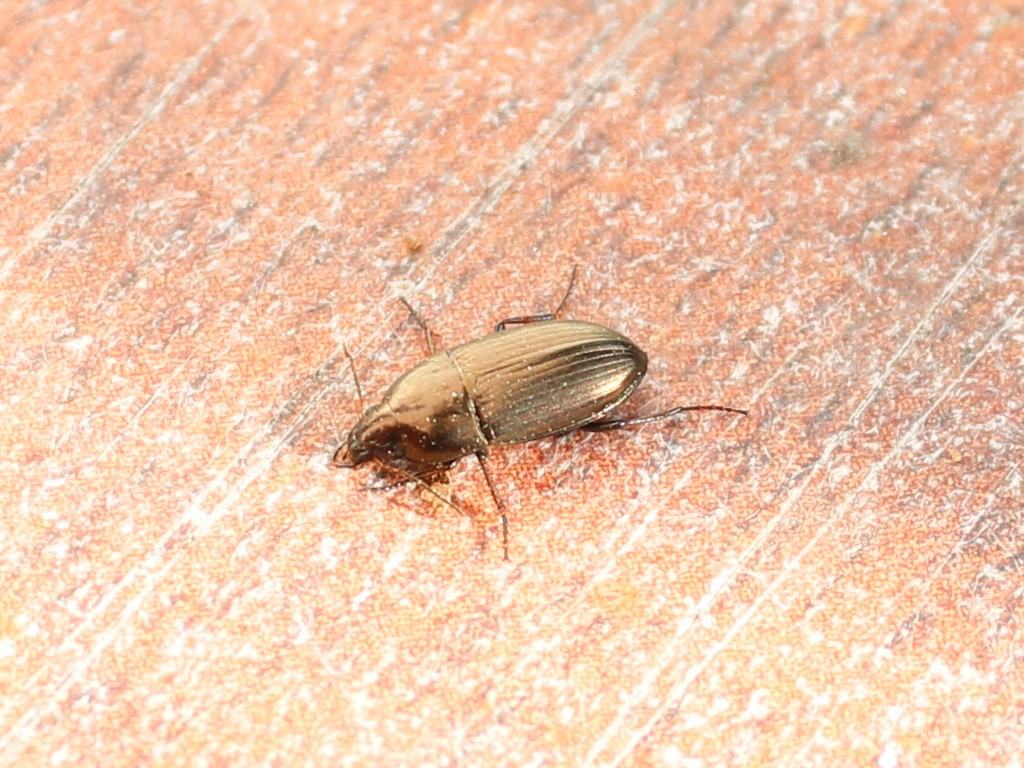
Amara ovata

Amara (Amara) lub Amara sensu stricto – nominatywny podrodzaj rodzaju Amara, chrząszczy z rodziny biegaczowatych i podrodziny Pterostichinae.

## Taksonomia
Takson opisał w 1810 roku Franco Andrea Bonelli. Gatunkiem typowym jest Carabus vulgaris Linne sensu Panzer, 1797, czyli obecna Amara lunicollis Schiodte, 1837.

## Występowanie
Podrodzaj rozprzestrzeniony na całej półkuli północnej. Do fauny europejskiej należy 26 gatunków, z czego w Polsce występują następujących 20:
- A. aenea
- A. anthobia
- A. curta
- A. communis
- A. convexior
- A. eurynota
- A. famelica
- A. familiaris
- A. littorea
- A. lucida
- A. lunicollis
- A. ovata
- A. makolskii
- A. montivaga
- A. nitida
- A. pulpani
- A. schimperi
- A. similata
- A. spreta
- A. tibialis

## Systematyka
Do tego podrodzaju należy 89 opisanych gatunków:

- Amara aenea (DeGeer, 1774) – skorobieżek miedziak[4][5]
- Amara aeneola Poppius, 1906
- Amara aeneopolita Casey, 1918
- Amara africana Putzeys, 1872
- Amara andrewesi Baliani, 1932
- Amara anthobia A. Villa et G. B. Villa, 1932
- Amara anxia Tschitscherin, 1898
- Amara bamidunyae Bates, 1878
- Amara basillaris (Say, 1823)
- Amara begemdirica Hieke, 1978
- Amara biarticulata Motschulsky, 1844
- Amara brunnipes Motschulsky, 1859
- Amara chalcites Dejean, 1828
- Amara clarkei Hieke, 1976
- Amara coelebs Hayward, 1908
- Amara communis (Panzer, 1797)
- Amara conflata LeConte, 1855
- Amara confusa LeConte, 1848
- Amara congrua A. Morawitz, 1862
- Amara consericea Hieke, 2002
- Amara convexa LeConte, 1848
- Amara convexior Stephens, 1828
- Amara coraica H. Kolbe, 1886
- Amara crassispina LeConte, 1855
- Amara cupreolata Putzeys, 1866
- Amara curta Dejean, 1828: 468
- Amara darjelingensis Putzeys, 1877
- Amara depressangula Poppius, 1908
- Amara dolosa Say, 1834
- Amara elborzensis Hejkal, 2000
- Amara elgonica Alluaud, 1939
- Amara emancipata Lindroth, 1968
- Amara eurynota (Panzer, 1796)
- Amara externefoveata Hieke, 2002
- Amara fairmairei Raffray, 1885
- Amara fairmaireoides Hieke, 1978
- Amara famelica C. Zimmermann, 1832
- Amara familiaris (Duftschmid, 1812)
- Amara haywardi Csiki, 1929
- Amara impuncticollis (Say, 1823)
- Amara katajewi Hieke, 2000
- Amara kilimandjarica Alluaud, 1926
- Amara kingdoni Baliani, 1934
- Amara kingdonoides Hieke, 2002
- Amara laevissima J.R. Sahlberg, 1880
- Amara laferi Hieke, 1976
- Amara leleupi Basilewsky, 1962
- Amara littoralis Mannerheim, 1843
- Amara littorea C.C. Thomson, 1857
- Amara lukasi Hejkal, 2002
- Amara lunicollis Schiodte, 1837
- Amara magnicollis Tschitscherine, 1894
- Amara montivaga Sturm, 1825
- Amara morio Menetries, 1832
- Amara neoscotica Casey, 1924
- Amara nigricornis C.C. Thomson, 1857
- Amara nila Andrewes, 1924
- Amara obscuripes Bates, 1873
- Amara occidentalis Hieke, 2002
- Amara orienticola Lutshnik, 1935
- Amara otiosa Casey, 1918
- Amara ovata (Fabricius, 1792)
- Amara petrimontii Hieke, 1995
- Amara proxima Putzeys, 1866
- Amara pseudocoraica Hieke, 2002
- Amara pseudoleleupi Hieke, 1976
- Amara pulpani Kult, 1949
- Amara robusta Baliani, 1932
- Amara saphyrea Dejean, 1828
- Amara schimperi Weneken, 1866
- Amara sera Say, 1830
- Amara sericea Jedlicka, 1953
- Amara shaanxiensis Hieke, 2002
- Amara shilenkovi Hieke, 1988
- Amara silvestrii Baliani, 1937
- Amara similata (Gyllenhal, 1810)
- Amara spreta Dejean, 1831
- Amara subconvexa Putzeys, 1865
- Amara sundukowi Hieke, 2002
- Amara tenax Casey, 1918
- Amara tibialis (Paykull, 1798)
- Amara turbata Casey, 1918
- Amara ussuriensis Lutshnik, 1935
- Amara violacea Motschulsky, 1844